# Val Roseg

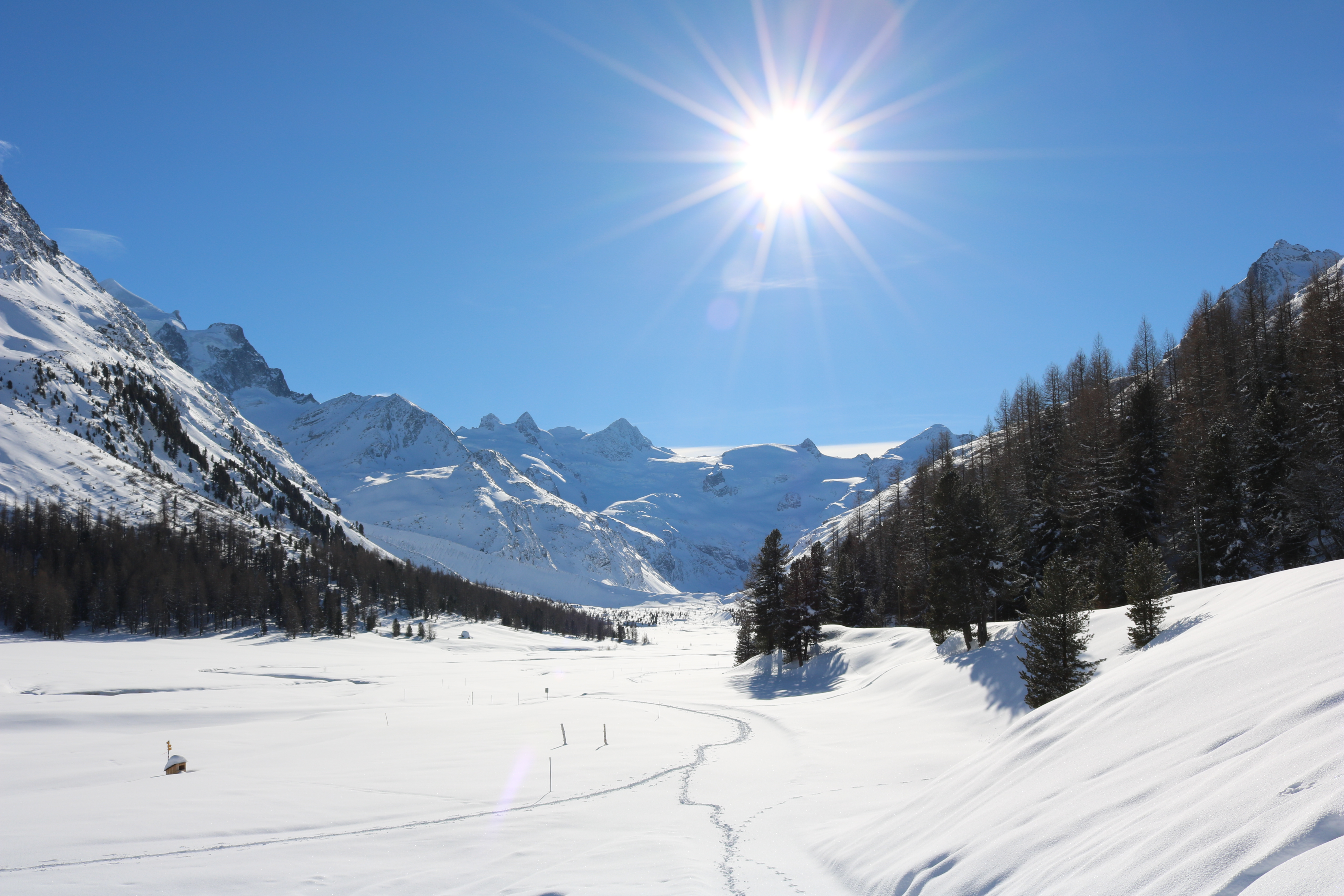
Val Roseg im Winter

Val Roseg, Blick nach Südsüdwesten, Piz Glüschaint. Historisches Luftbild von Werner Friedli (1954)

Das Val Roseg ([ˌvalroˈzetɕ]ⓘ, im rätoromanischen Idiom Puter) ist ein alpines Hoch- und linkes Seitental des Val Bernina im schweizerischen Kanton Graubünden. Es gehört zur Gemeinde Samedan und zu einem kleinen Teil im Norden zur Gemeinde Pontresina.

## Geographie
Es erstreckt sich in nordnordöstlicher Richtung, ist rund 12 Kilometer lang und wird von der Ova da Roseg ([ˌovɐdɐroˈzetɕ]ⓘ) durchflossen. 
Der höchste Punkt des Talbodens liegt beim 1,5 Kilometer langen See Lej da Vadret auf einer Höhe von 2160 Metern, der tiefste Punkt liegt südöstlich des Bahnhofs von Pontresina auf einer Höhe von 1770 Metern.
Zuhinterst im Tal liegt am Nordhang der Berninagruppe der Roseggletscher, östlich davon der Piz Roseg.

## Alpwirtschaft und Tourismus
Im Tal liegen zwei Alpen: Die Alp Prüma (erste Alp) und die Alp Seguonda (zweite Alp). 
Das Val Roseg ist weitgehend unberührt, autofrei und wird nur sanft touristisch genutzt für Wanderungen, Langlauf etc. Auf einer Höhe von 1999 Metern liegt das Hotel und Ausflugslokal «Roseg Gletscher». Hier führt ein Bergwanderweg über die Fuorcla Surlej ins Engadin. 
Die Coazhütte, eine Berghütte des Schweizer Alpen-Clubs (SAC), liegt zuhinderst im Tal auf einer Höhe von 2610 m ü. M. oberhalb des Lej da Vadret. Im Sommer kann die Hütte von der Mittelstation der Corvatsch-Seilbahn über die Fuorcla Surlej auf einem Bergwanderweg in etwa 3 Stunden erreicht werden.

## Bergsturz
Am 14. April 2024 um 06:56 Uhr ereignete sich im Val Roseg beim Piz Scerscen auf etwa 3600 m ü. M. ein Bergsturz. Das Volumen wird auf zwischen acht und neun Millionen Kubikmeter geschätzt, bestehend aus Fels, Geröll, Schnee und Eis. Der Schuttkegel erstreckt sich über eine Länge von rund 5,5 Kilometer bis auf 2050 m ü. M. hinunter.